# Vissarion Belinski
Vissarión Grigórievitch Belínski (em russo:  Виссарио́н Григо́рьевич Бели́нский; Sveaborg, 30 de maio de 1811 — São Petersburgo, 26 de maio de 1848) foi um ensaísta, escritor, crítico literário e filósofo russo.
Filho de um médico militar no Exército Russo de guarnição no território finlandês. Fez os estudos secundários em Penza e ingressou, em 1829, na Universidade de Moscovo. Foi expulso três anos depois, por ter escrito Dmitri Kalinin, uma peça de teatro que atacava a instituição da servidão. Começou então a trabalhar como jornalista, escrevendo artigos críticos para os jornais mais proeminentes da época.
Tendo adoecido gravemente com tuberculose, passou uma temporada em convalescença, no Cáucaso e, de regresso a Moscovo, tornou-se editor do Moskovski Nabliudatel, entre 1838 e 1839. Mudou-se depois para São Petersburgo, publicando em 1841 um ensaio em que exprimia as suas ideias sobre a arte, utilitária no seu modo de ver e potencial reformadora da sociedade. Juntou-se a uma tertúlia de escritores progressistas, que incluía nomes como Ivan Turgueniev e Ivan Gontcharov.
Entre 1843 e 1846 publicou onze ensaios sobre Puchkin, louvando o seu poema Evgueni Onegin como uma verdadeira "enciclopédia da vida russa". Procurando adivinhar na obra de Nicolai Gogol um ataque aos valores conservadores, desiludiu-se ao confirmar que este recusava o modernismo. Escreveu, pois, uma carta aberta a Gogol, que foi censurada pelas autoridades, acabando no entanto por ter grande circulação a nível privado, e tornando-se num verdadeiro manifesto dos liberais russos. Dostoiévski foi preso na altura em que procedia a um leitura no círculo de Petrashevski. Por esses crimes Dostoiévski foi preso e condenado à morte em 1849, uma sentença mais tarde comutada para quatro anos de encarceramento em campos de prisioneiros da Sibéria.
Continuando a sofrer de tuberculose, Belínski partiu para Berlim em Maio de 1847, regressando a São Petersburgo em Novembro do mesmo ano. Escreveu ainda durante algum tempo para o Sovremennik, vindo a falecer da doença a 7 de Junho de 1848. Embora tivesse profetizado a vinda da grande era da literatura russa, não sobreviveu para presenciar o grande triunfo das obras de Fiódor Dostoiévski, Liev Tolstói e Ivan Turgueniev. Sepultado no Cemitério de Volkovo, em São Petersburgo.